# Prêmio Contigo! de TV de 2009
Prêmio Contigo! de TV de 2009

18 de maio de 2009
Novela:
A Favorita
Atriz:
Patricia Pillar
Ator:
Cauã Reymond
Autor(a):
João Emanuel Carneiro
Direção:
Ricardo Waddington
Prêmio Contigo! de TV 

← 2008  ·  2010 →
O 11º Prêmio Contigo! de TV foi realizado dia 18 de maio de 2009 no Copacabana Palace, Rio De Janeiro. A premiação consagrou os melhores da televisão brasileira do ano de 2008, em 14 categorias. Os finalistas foram escolhidos pelo voto do público. Por volta de 50 mil pessoas participaram desta primeira fase. Depois, um júri formado por jornalistas especializados elegeu os candidatos que se destacaram ao longo de 2008.
Os apresentadores do prêmio foram Luiz Fernando Guimarães, pela sexta vez consecutiva, e Fernanda Torres, na sua quinta edição.
A grande vencedora da noite foi A Favorita, com 8 prêmios.

## Resumo
| Programa           | Indicações | Prêmios |
| ------------------ | ---------- | ------- |
| A Favorita         | 18         | 8       |
| Os Mutantes        | 12         | 0       |
| Chamas da Vida     | 9          | 0       |
| Três Irmãs         | 8          | 1       |
| Malhação           | 6          | 1       |
| Toma Lá, Dá Cá     | 6          | 0       |
| Negócio da China   | 5          | 0       |
| Custe o Que Custar | 2          | 1       |
| A Grande Família   | 2          | 0       |
| Show do Tom        | 2          | 0       |
| Zorra Total        | 2          | 0       |
| Queridos Amigos    | 2          | 0       |
| Beleza Pura        | 1          | 0       |
| Revelação          | 1          | 0       |
| Capitu             | 1          | 0       |
| Pânico na TV       | 1          | 0       |
| Ó Paí, Ó           | 1          | 0       |

## Vencedores e indicados
- Os vencedores estão em negrito.[2]

| Melhor Novela ou Minissérie | Melhor Autor |
| --- | --- |
| - A Favorita - (Rede Globo) - Chamas da Vida - (RecordTV) - Negócio da China - (Rede Globo) - Os Mutantes - (RecordTV) - Revelação - (SBT) - Três Irmãs - (Rede Globo)                                 | - João Emanuel Carneiro - (A Favorita) - Cristianne Fridman - (Chamas da Vida) - Miguel Falabella - (Negócio da China) - Tiago Santiago - (Os Mutantes) - Maria Adelaide Amaral - (Queridos Amigos) - Antônio Calmon - (Três Irmãs)                                                    |
| Melhor Atriz | Melhor Ator |
| - Patrícia Pillar - (A Favorita) - Cláudia Raia - (A Favorita) - Mariana Ximenes - (A Favorita) - Lucinha Lins - (Chamas da Vida) - Bianca Rinaldi - (Os Mutantes) - Giovanna Antonelli - (Três Irmãs) | - Cauã Reymond - (A Favorita) - Murilo Benício - (A Favorita) - Carmo Dalla Vecchia - (A Favorita) - Leonardo Brício - (Chamas da Vida) - Leonardo Vieira - (Os Mutantes) - Dan Stulbach - (Queridos Amigos)                                                                           |
| Melhor Atriz Coadjuvante | Melhor Ator Coadjuvante |
| - Isis Valverde - (Beleza Pura) - Lília Cabral - (A Favorita) - Glória Menezes - (A Favorita) - Deborah Secco - (A Favorita) - Andréia Horta - (Chamas da Vida) - Amanda Lee - (Chamas da Vida)        | - Ary Fontoura - (A Favorita) - Jackson Antunes - (A Favorita) - Iran Malfitano - (A Favorita) - André Di Mauro - (Chamas da Vida) - Bruno Ferrari - (Chamas da Vida) - Bruno Gagliasso - (Ciranda de Pedra)                                                                           |
| Melhor Atriz Revelação | Melhor Ator Revelação |
| - Nathalia Dill - (Malhação) - Sophie Charlotte - (Malhação) - Carolinie Figueiredo - (Malhação) - Mariana Rios - (Malhação) - Natália Guimarães - (Os Mutantes) - Daniela Recco - (Três Irmãs)        | - Alexandre Nero - (A Favorita) - Caio Castro - (Malhação) - Johnny Massaro - (Malhação) - Frederico Reuter - (Negócio da China) - Rômulo Estrela - (Os Mutantes) - Marcos Pitombo - (Os Mutantes)                                                                                     |
| Melhor Atriz Infantil | Melhor Ator Infantil |
| - Thavyne Ferrari - (Três Irmãs) - Beatriz Souza - (Capitu) - Hanna Romanazzi - (A Favorita) - Júlia Maggessi - (Os Mutantes) - Shaila Arsene - (Os Mutantes) - Polliana Aleixo - (Beleza Pura)        | - Eduardo Melo - (A Favorita) - Eike Duarte - (Negócio da China) - Pedro Malta - (Os Mutantes) - Cássio Ramos - (Os Mutantes) - Matheus Costa - (Três Irmãs) - Vítor Novello - (Três Irmãs)                                                                                            |
| Melhor Atriz Cômica ou Humorística | Melhor Ator Cômico ou Humorístico |
| - Katiuscia Canoro - (Zorra Total) - Andrea Beltrão - (A Grande Família) - Adriana Esteves - (Toma Lá, Dá Cá) - Alessandra Maestrini - (Toma Lá, Dá Cá) - Arlete Salles - (Toma Lá, Dá Cá)             | - Tom Cavalcante - (Show do Tom) - Marcelo Tas - (Custe o Que Custar) - Lázaro Ramos - (Ó Paí, Ó) - Miguel Falabella - (Toma Lá, Dá Cá) - Ítalo Rossi - (Toma Lá, Dá Cá) - Marcius Melhem - (Zorra Total)                                                                              |
| Melhor Programa Humorístico | Melhor Diretor |
| - Custe o Que Custar - (Rede Bandeirantes) - A Grande Família - (Rede Globo) - Pânico na TV - (RedeTV!) - Show do Tom - (RecordTV) - Toma Lá, Dá Cá - (Rede Globo)                                     | - Ricardo Waddington - (A Favorita) - Edgard Miranda - (Chamas da Vida) - Roberto Talma e Mauro Mendonça Filho - (Negócio da China) - Alexandre Avancini - (Os Mutantes) - Denise Saraceni e Carlos Araújo - (Queridos Amigos) - Dennis Carvalho e José Luiz Villamarim - (Três Irmãs) |

### Prêmio especial
- Lima Duarte